# Ловчоррйок
Ловчоррйок — река в Мурманской области России. Протекает по территории городского округа город Кировск с подведомственной территорией. Левый приток реки Айкуайвенйок.
Длина реки составляет 11 км.
Берёт начало на юго-западном склоне горы Ловчорр (Хибины) на высоте 580 м над уровнем моря. Протекает по лесной, местами болотистой местности. Порожиста. Впадает в реку Айкуайвенйок в 9,7 км от устья. Населённых пунктов на реке нет. Через реку перекинуты автомобильный и железнодорожные мосты.

## Данные водного реестра
По данным государственного водного реестра России относится к Баренцево-Беломорскому бассейновому округу, водохозяйственный участок реки — реки бассейна Белого моря от западной границы бассейна реки Йоканга (мыс Святой Нос) до восточной границы бассейна реки Нива, без реки Поной. Речной бассейн реки — бассейны рек Кольского полуострова и Карелии.
Код объекта в государственном водном реестре — 02020000212101000008667.